# سعید امرایی
سعید امرایی (زادهٔ ۱۵ خرداد ۱۳۷۱ در تهران) یک بازیکن فوتبال اهل ایران است.
وی که سابقه بازی کردن در تیم راه‌آهن نیز دارد هنگام عضویت در باشگاه فوتبال استقلال تهران، در یک دیدار دوستانه به شدت مصدوم شد و هفت ماه از مسابقات ورزشی دور ماند.